# Avenida Ovidio Lagos
La avenida Ovidio Lagos es una calle de Rosario (provincia de Santa Fe, Argentina). Es una avenida de dirección única hacia el sur desde su nacimiento, en la costera Avenida del Valle (cerca del río Paraná) hasta el bulevar Veintisiete de Febrero, a partir del cual adopta las dos direcciones. Corre de norte a sur atravesando el centro urbano. 
Desde Veintisiete de Febrero hasta el límite sur del municipio (Arroyo Saladillo) es una avenida de doble dirección.
Ovidio Lagos es una de las calles principales del barrio Pichincha, un antiguo barrio de prostitución y proxenetas. 
Un poco más al sur, forma parte del límite oeste del parque más grande de Rosario, el Parque Independencia. 
Al traspasar el límite sur del municipio se transforma en la carretera provincial: Ruta Provincial 18 (ex RN 178) con destino a la localidad bonaerense de Pergamino.
En su recorrido esta avenida tenía los siguientes cines: 
- el Colonial, al 781, y
- el Gardel, al 794.

La avenida se llamaba anteriormente avenida La Plata. 
Fue rebautizada en 1916 en honor al político y periodista Ovidio Lagos (1825–1891), fundador y director de La Capital (el diario decano de la prensa Argentina, 1876).